# SAC Tessin
Die Sezione Ticino del Club Alpino Svizzero, kurz CAS Ticino, ist die Tessiner Sektion des Schweizer Alpen-Clubs mit Hauptsitz in Lugano und ist mit 2952 Mitgliedern (Stand: Januar 2025) eine der mittelgrossen Sektionen des Schweizer Alpen-Clubs. Sie gehört zu den grösseren Sportvereinen in der Schweiz, wurde am 11. April 1886 gegründet.

## Hütten
Die Sektion Ticino betreibt vier SAC-Hütten und zwei sektionseigene Hütten. Diese bieten einfache Unterkünfte für Alpinisten, Kletterer, Wanderer und Mountainbiker. Das Angebot richtet sich zunehmend auch an Familien mit Kindern.
- 2012 m ü. M. Adulahütte SAC
- 2140 m ü. M. Capanna Campo Tencia
- 2575 m ü. M. Cristallinahütte
- 2172 m ü. M. Motterasciohütte

### Sektionseigene Hütten
- 1070 m ü. M. Capanna Baita del Luca
- 1602 m ü. M. Capanna Monte Bar

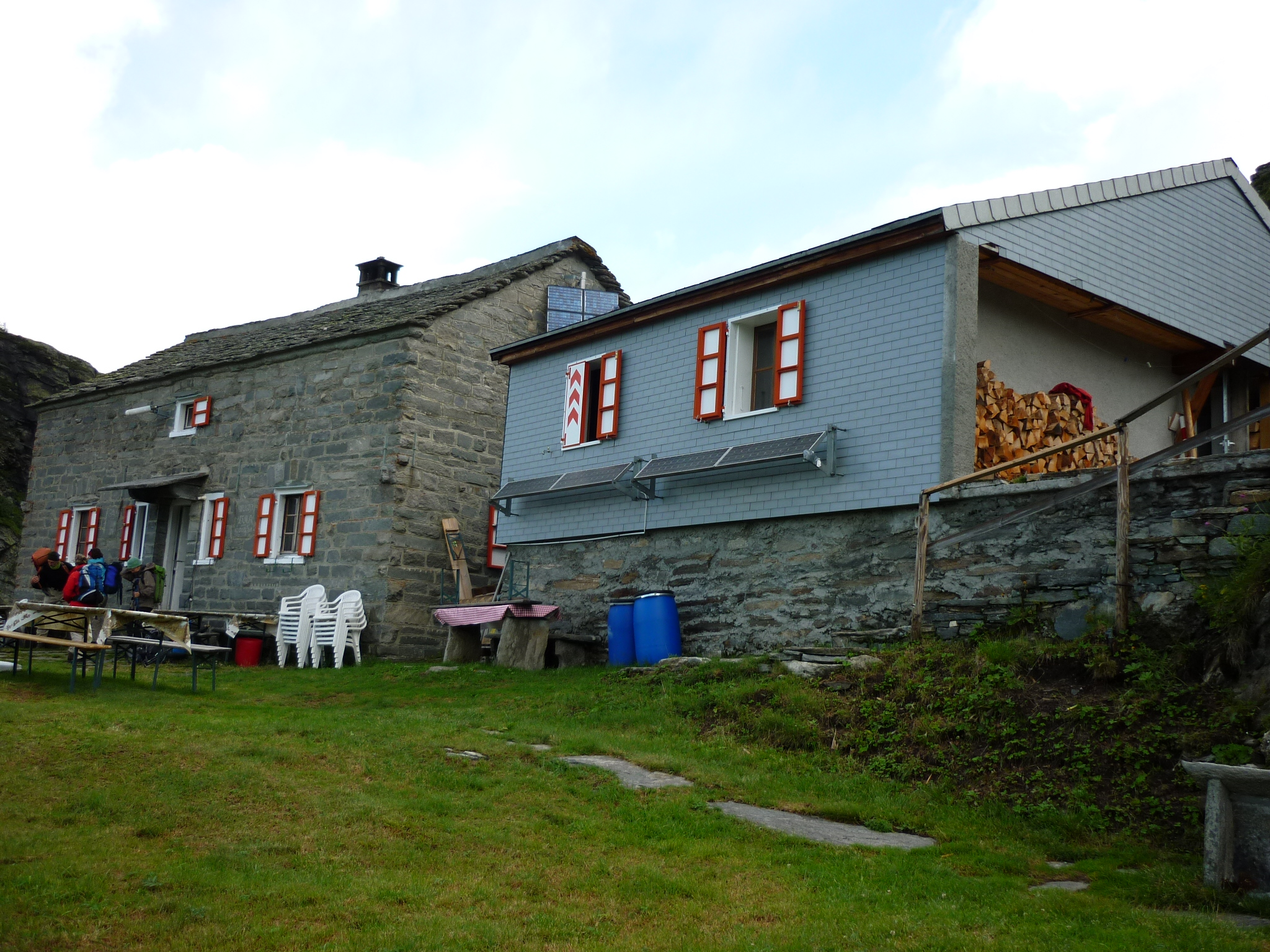
Adulahütte
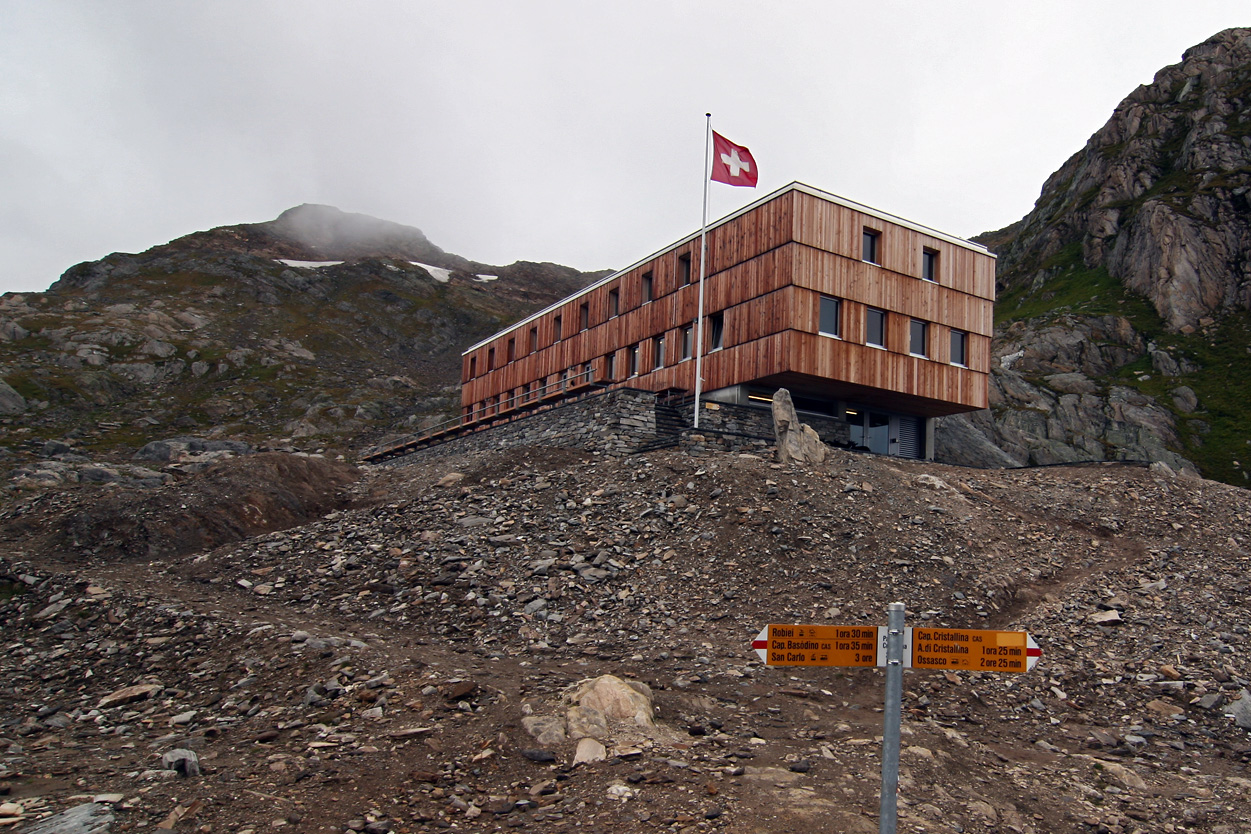
Cristallinahütte
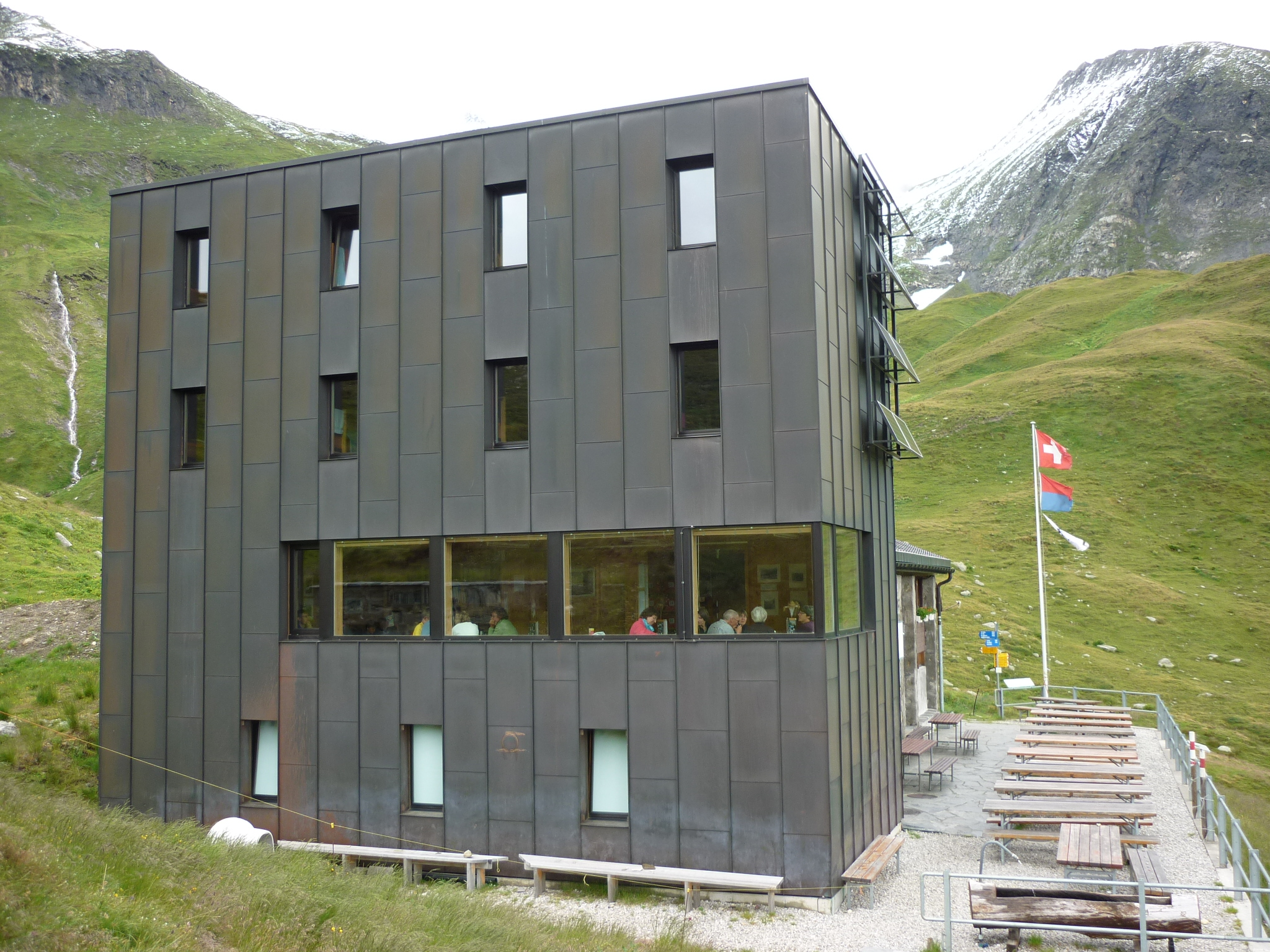
Motterasciohütte
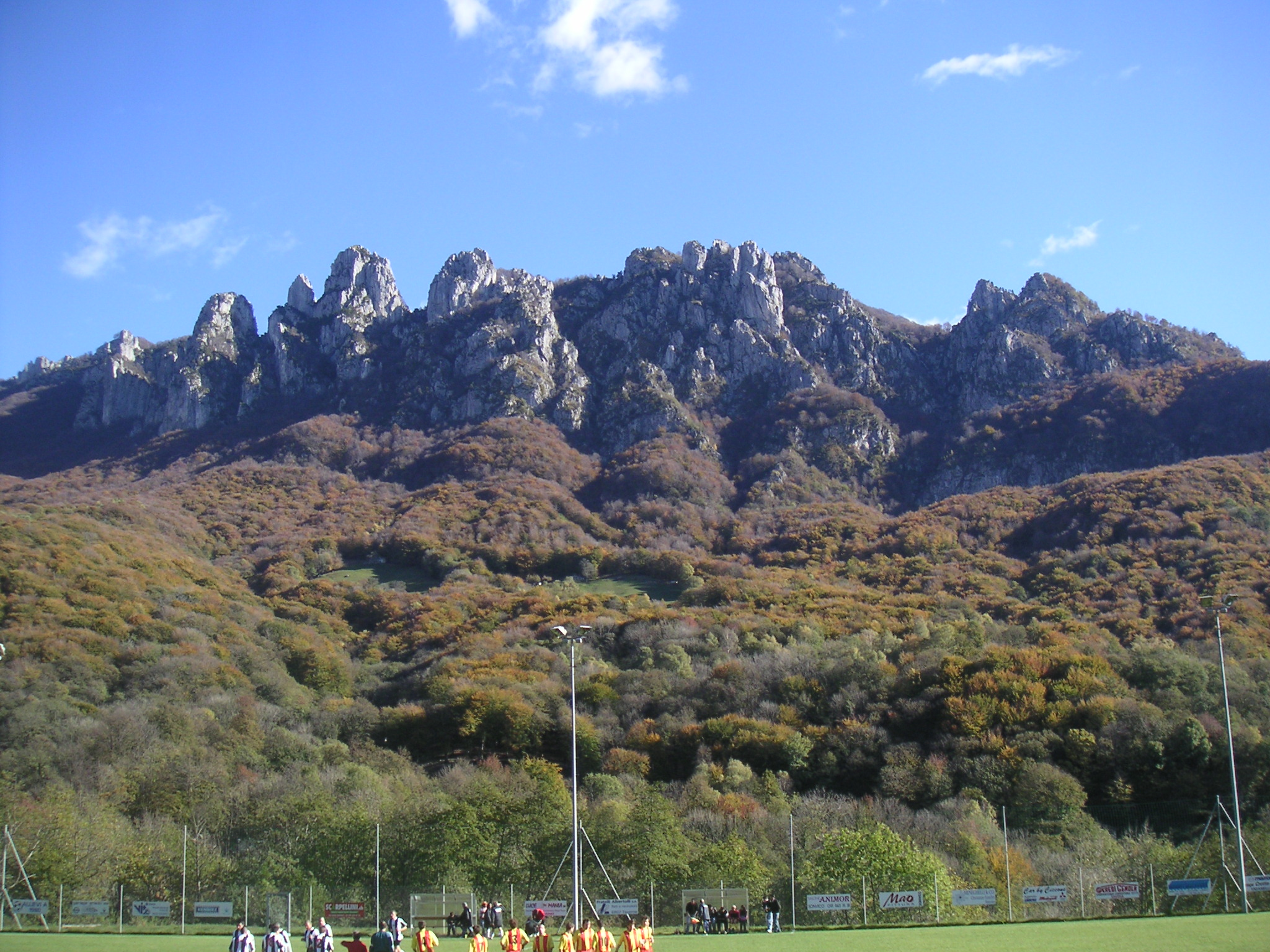
Capanna Baita del Luca
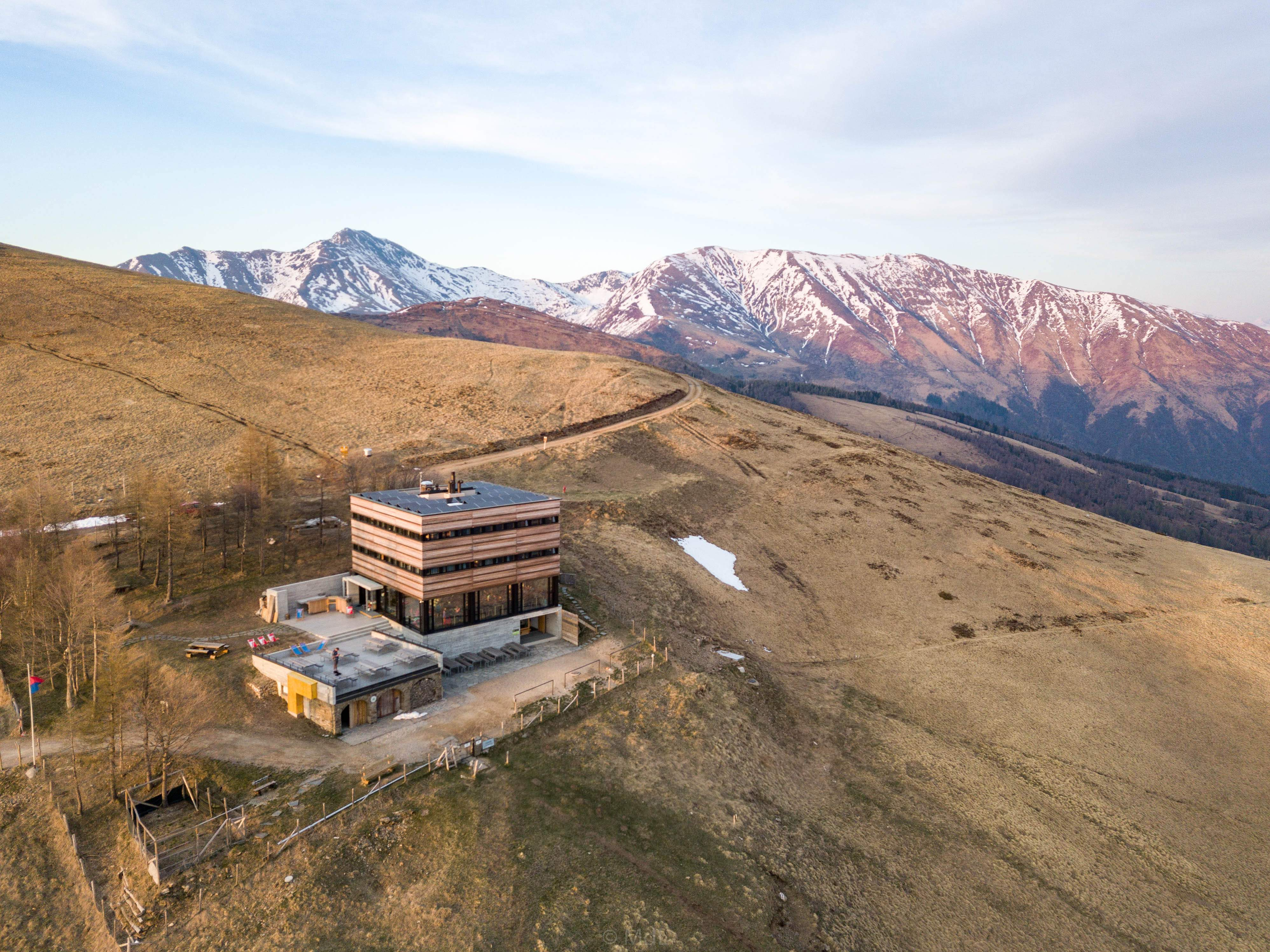
Capanna Monte Bar

| Hauptsitz |

| Adulahütte SAC |

| Capanna Campo Tencia |

| Cristallinahütte |

| Motterasciohütte |

| Capanna Baita del Luca |

| Capanna Monte Bar |